# HD 53975
HD 53975 è una stella di magnitudine 6,48 situata nella costellazione del Cane Maggiore. Come per molte stelle situate a grande distanza, questa non è nota con precisione, in quanto alcune fonti riportano una distanza di 940 parsec, altre arrivano a stimare la distanza fino a 3450 parsec. Tuttavia quest'ultima stima proviene dalla misura della parallasse, che a grande distanza non è particolarmente accurata. Un valore intermedio stimato circa la distanza è di 1400 parsec, ossia 4570 anni luce dal sistema solare.

## Osservazione
Si tratta di una stella situata nell'emisfero celeste australe; grazie alla sua posizione non fortemente australe, può essere osservata dalla gran parte delle regioni della Terra, sebbene gli osservatori dell'emisfero sud siano più avvantaggiati. Nei pressi dell'Antartide appare circumpolare, mentre resta sempre invisibile solo in prossimità del circolo polare artico. Essendo di magnitudine pari a 6,5, non è osservabile ad occhio nudo; per poterla scorgere è sufficiente comunque anche un binocolo di piccole dimensioni, a patto di avere a disposizione un cielo buio.
Il periodo migliore per la sua osservazione nel cielo serale ricade nei mesi compresi fra dicembre e maggio; da entrambi gli emisferi il periodo di visibilità rimane indicativamente lo stesso, grazie alla posizione della stella non lontana dall'equatore celeste.

## Caratteristiche fisiche
La stella è classificata come azzurra di classe spettrale B7Iab/Ib, anche se alcune fonti la classificano come nana blu di classe O7.5V, cioè come una stella che sta ancora bruciando idrogeno all'interno del suo nucleo. L'incertezza sulla distanza condiziona la stima sulle effettive caratteristiche della stella, comunque intrinsecamente molto luminosa, 60.000 volte più del Sole.
Possiede una magnitudine assoluta di -4,2 e la sua velocità radiale positiva indica che la stella si sta allontanando dal sistema solare.